# 當麻蹴速

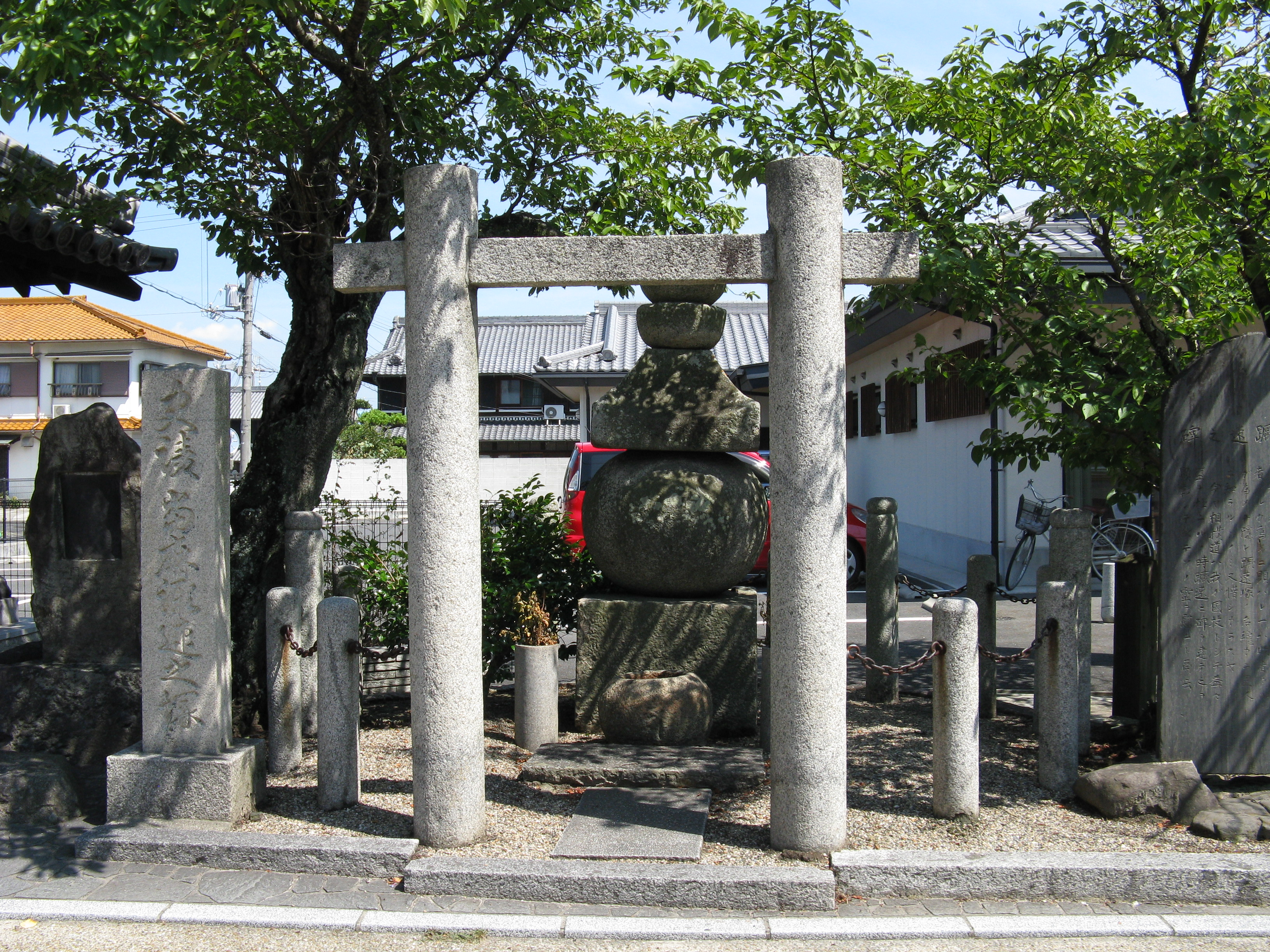
蹴速塚

當麻蹴速（日语：〔〕／，生年不明 - 垂仁天皇7年7月7日）是垂仁天皇時代留下勇名之人物。後世將當麻和野見宿禰視為相撲之祖神，共同祭祀在傳說兩者相撲之地，奈良縣櫻井市穴師坐兵主神社之攝社、相撲神社。